# Chaumard
Chaumard is een gemeente in het Franse departement Nièvre (regio Bourgogne-Franche-Comté) en telt 220 inwoners (2009). De plaats maakt deel uit van het arrondissement Château-Chinon (Ville).
Chaumard ligt aan de oostkant van het Lac de Pannecière en strekt zich uit aan weerszijden van de Houssière en de Yonne. Het dorpsgezicht wordt vooral bepaald door een pleintje waaraan de kerk ligt, en het oude gemeentehuis, dat tevens jongens- en meisjesschool was.

## Geografie
De oppervlakte van Chaumard bedraagt 15,9 km², de bevolkingsdichtheid is 13,6 inwoners per km².
De onderstaande kaart toont de ligging van Chaumard met de belangrijkste infrastructuur en aangrenzende gemeenten.

## Demografie
Onderstaande figuur toont het verloop van het inwonertal (bron: INSEE-tellingen).